# آروی
آروی (به انگلیسی: Arvi) یک منطقهٔ مسکونی در هند است که در بخش ورده واقع شده‌است. آروی ۶٫۷۸ کیلومتر مربع مساحت و ۴۲٬۸۲۲ نفر جمعیت دارد و ۸۲۸ متر بالاتر از سطح دریا واقع شده‌است.